# Курашовецька сільська рада
| Курашовецька сільська рада — колишній орган місцевого самоврядування у Мурованокуриловецькому районі Вінницької області з адміністративним центром у с. Курашівці. Сільській раді підпорядковані населені пункти: - с. Курашівці - с. Балківка - с-ще Дігтярка - с. Посухів |

## Склад ради
Рада складалася з 14 депутатів та голови.

## Керівний склад сільської ради
| ПІБ                              | Основні відомості                                                                      | Дата обрання | Дата звільнення |
| -------------------------------- | -------------------------------------------------------------------------------------- | ------------ | --------------- |
| Валятицький Леонід Володимирович | Сільський голова, 1962 року народження, освіта, член Комуністичної партії України      | 26.03.2006   | 31.10.2010      |
| Наконечний Олександр Павлович    | Сільський голова, 1952 року народження, освіта вища, член Комуністичної партії України | 31.10.2010   |                 |

Примітка: таблиця складена за даними джерела